# Алфонз Ареола
Алфонз Ареола (фр. Alphonse Areola; Париз, 27. фебруар 1993) француски је фудбалски голман, који тренутно брани у Вест Хему.

## Каријера
Ареола је 2009. године потписао свој први професионални уговор са Париз Сен Жерменом. За први тим „светаца” је дебитовао 18. маја 2013. године. Био је на позајмици у Ленсу током сезоне 2013/14.
Поново је био позајмљен и следеће сезоне, овога пута је провео сезону у Бастији. 11. априла 2015. је играо против свог матичног клуба у финалу Лига купа Француске, и Бастија је изгубила са 4:0.
Дана 15. јуна 2015. године, придружио се шпанској екипи Виљареала, опет на позајмици. Био је у саставу фудбалске репрезентације Француске за Светско првенство 2018. године у Русији.

## Трофеји

### Клупски
Париз Сен Жермен
- Првенство Француске (3) : 2012/13, 2017/18,[8] 2018/19.
- Куп Француске (2) : 2016/17, 2017/18.
- Лига куп Француске (2) : 2016/17, 2017/18.
- Суперкуп Француске (4) : 2016, 2017, 2018, 2019.

Реал Мадрид
- Првенство Шпаније (1) : 2019/20.
- Суперкуп Шпаније (1) : 2019/20.

Вест Хем јунајтед
- УЕФА Лига конференције (1) : 2022/23.

### Репрезентативни
Француска
- Светско првенство (1) : 2018.

Француска до 20
- Светско првенство У20 (1) : 2013.